# Desmos
Desmos — вдосконалений графічний калькулятор, реалізований як веб- і мобільний застосунок, написаний на TypeScript і JavaScript.

## Історія
Desmos був розроблений Елі Любероффом, студентом математики та фізики Єльського університету, і запущений 2011 року як стартап на конференції Disrupt New York TechCrunch. Станом на  вересень 2012 року він отримав близько 1 млн дол. США фінансування від Kapor Capital, Learn Capital, Kindler Capital, Elm Street Ventures і Google Ventures.
Назва Десмос походить від грецького слова δεσμός, що означає зв'язок.
У травні 2022 року Amplify придбала навчальну програму Desmos і teacher.desmos.com. Унаслідок цього приблизно 50 робітників приєдналися до Amplify, а Desmos Studio виділили як окрему громадську корпорацію, яка зосереджена на створенні калькуляторів та інших математичних інструментів.
У травні 2023 року Desmos випустив бета-версію переробленого Geometry Tool. У ньому можна створювати геометричні фігури, а також вирази зі звичайного графічного калькулятора з додатковими функціями. У вересні 2023 року Desmos випустив бета-версію 3D-калькулятора, який додав функції на додаток до 2D-калькулятора, зокрема скалярний добуток, часткові похідні та параметричні рівняння з двома змінними.

## Особливості
Окрім побудови рівнянь і нерівностей, Desmos також містить списки, графіки, регресії, інтерактивні змінні, обмеження графіків, одночасну побудову кількох графіків, побудову графіків кускових функцій, побудову графіків рекурсивних функцій, побудову графіків полярних функцій, два типи сіток графіків — серед інших обчислювальних функцій знайдено в програмованому калькуляторі. Його також можна використовувати кількома мовами. Також доступні операції обчислення, такі як похідні та інтеграли, хоча прямі обмеження наразі відсутні. Підтримуються інтеграції до позитивної та негативної нескінченності, і ряди також можуть бути підвищені до достатньо високих ітерацій. Інші функції, такі як тригонометричні та інші трансцендентні функції, а також функція помилок, факторіал, статистичні операції, такі як нормальний розподіл, хі-квадрат, вищезгадані регресії, випадкова функція та рекурсивні функції, були введені з 2020 року. У листопаді 2023 року Desmos надав можливість користувачам додавати звук до своїх графіків, дозволяючи створювати тони заданої частоти та посилення.
Користувачі можуть створювати облікові записи та зберігати створені графіки. Потім можна створити постійне посилання, яке дозволить ділитися своїми графіками та вибирати їхній розгляд під час вибору персоналу. Інструмент постачається з попередньо запрограмованими 36 різними прикладами графіків з метою навчання нових користувачів інструменту та використаній математиці.
Станом на квітень 2017 року Desmos також випустив інструмент двовимірної інтерактивної геометрії на базі браузера з допоміжними функціями, зокрема побудовою точок, ліній, кіл і багатокутників. У травні 2023 року Desmos випустив бета-версію другого, більш складного калькулятора геометрії.
Інше популярне використання калькулятора передбачає створення графічних зображень за допомогою рівнянь і нерівностей. Деякі з цих проєктів охоплюють такі функції, як 3D за допомогою параметризації та з використанням забарвлень RGB і HSV, представлених наприкінці 2020 року, ілюстрації з нестандартним забарвленням, а також забарвлення домену складних функцій . Завдяки оновленням продуктивності в Desmos можна створювати графіки, які містять набір Мандельброта та фрактал Дакса. Такі функції, як симуляції та тікери, також дозволили користувачам створювати функціональні інтерактивні ігри. Використання цих функцій можна знайти в щорічному мистецькому конкурсі Desmos.

Набір Юлії, створений за допомогою desmos.com, де c = -0,84 + 0,19i

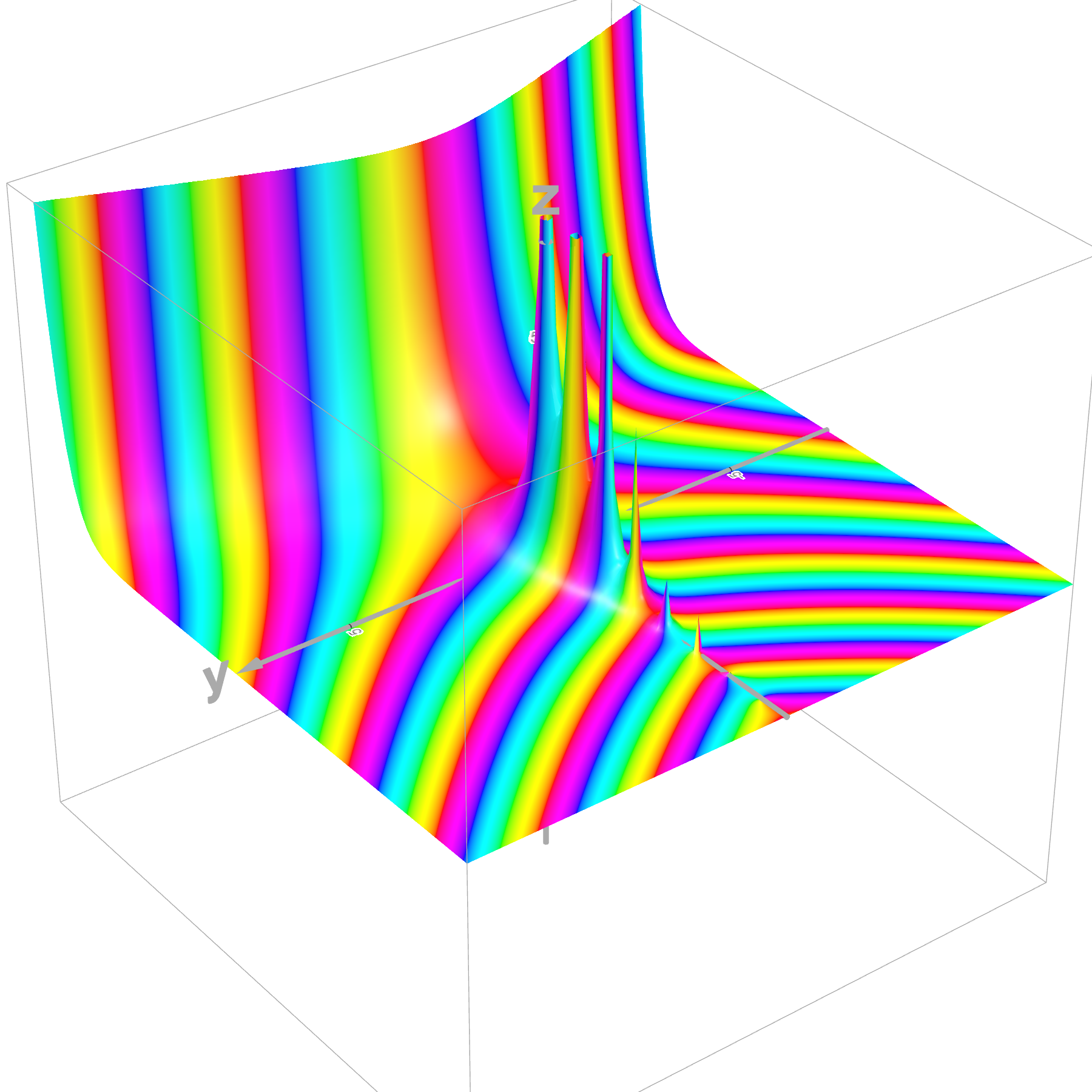
Γ(z) у комплексній площині, створеній за допомогою Desmos 3D

Desmos також пропонує інші послуги: науковий калькулятор, чотирифункціональний калькулятор, матричний калькулятор, геометричний інструмент, геометричний калькулятор, 3D-графічний калькулятор і тестовий режим Desmos.

## Додатки
Модифікована версія калькулятора була використана в стандартизованих тестах, таких як тест на оцінку академічної готовності штату Техас, стандарти навчання Вірджинії (SOL), Каліфорнійська оцінка успішності та прогресу студентів (CAASPP) та СБ. Модулі діяльності для класних кімнат можна створити через обліковий запис викладача, що дозволяє викладачам переглядати роботу студентів і відповіді в режимі реального часу.
Її бізнес-модель передбачає платне партнерство з видавцями, оціночними компаніями та навчальними закладами.
Функції калькулятора та графіків також можна знайти на AssessPrep, екзаменаційному сайті, який використовується багатьма школами, які дотримуються навчальної програми IB Curriculum.